# Pachycara andersoni
Pachycara andersoni és una espècie de peix de la família dels zoàrcids i de l'ordre dels perciformes.

## Morfologia
- Els mascles poden assolir 23,5 cm de longitud total i les femelles 25.
- Nombre de vèrtebres: 98-102.[4]

## Hàbitat
És un peix marí i d'aigües profundes que viu entre 4.050-4.050 m de fondària.

## Distribució geogràfica
Es troba a la Mar d'Aràbia.

## Observacions
És inofensiu per als humans.